# Monolepta flavovittata
Monolepta flavovittata es una especie de insecto coleóptero de la familia Chrysomelidae.
Fue descrita científicamente en 1942 por Chen.